# Enfrentamientos en el noroeste de Siria (diciembre de 2022-noviembre de 2024)
Los enfrentamientos en el noroeste de Siria estallaron a partir del 2 de diciembre de 2022, cuando se desató una serie de combates intensos en el frente de la Zona desmilitarizada de Idlib situada en las gobernaciones de Idlib, Alepo, Hama y Latakia. Los enfrentamientos comenzaron en forma de inghimasi, infiltración y ataques de francotiradores por parte de Hayat Tahrir al-Sham (HTS) y grupos militantes aliados en posiciones del Ejército Árabe Sirio.
Según el SOHR, los ataques de HTS son un esfuerzo por obstaculizar las posibles conversaciones de paz entre Turquía y Siria, y HTS estaba lanzando una campaña de ataques como una forma de rechazar cualquier acuerdo hecho en la zona desmilitarizada de Idlib.

## Cronología de los enfrentamientos

### Diciembre
El 2 de diciembre, un soldado sirio fue asesinado a tiros durante un ataque de francotiradores del HTS en el campo occidental de Alepo. El 3 de diciembre, un francotirador del HTS mató a tiros a un teniente del ejército sirio en el campo del sur de Idlib. Entre el 6 y el 7 de diciembre, 2 soldados sirios y un combatiente de HTS murieron en enfrentamientos en la línea del frente de Idlib, luego de un ataque de infiltración del ejército sirio en una posición de HTS en la llanura de Al-Ghab.
El 11 de diciembre estallaron enfrentamientos después de que las fuerzas del ejército sirio avanzaran sobre la aldea de Urum al-Sughra en el campo occidental de Alepo. Mientras que al menos 2 soldados sirios murieron en un ataque de tipo inghimasi por parte de militantes de Tahrir al-Sham en una posición del ejército sirio en las afueras de la aldea de Dadikh en la línea del frente de Idlib. La posición fue destruida por combatientes del HTS después del ataque. Además, HTS atacó posiciones militares sirias en la aldea de Al-Bayda en las montañas turcomanas en el frente de Latakia/Idlib, matando a 3 soldados sirios.
El 14 de diciembre, francotiradores del HTS mataron a tiros a un soldado sirio en el frente de Saraqib. El 17 de diciembre, se produjeron fuertes enfrentamientos en las líneas del frente del oeste de Alepo y Latakia, incluidos bombardeos de artillería pesada y fuego de ametralladoras pesadas. Los enfrentamientos dejaron un soldado sirio muerto.
El 18 de diciembre, al menos 3 soldados sirios murieron en una infiltración de HTS en posiciones sirias cerca de la aldea de Arbikh cerca de Taftanaz, al norte de Saraqib en la línea del frente de Idlib. HTS publicó imágenes del ataque el mismo día. HTS también lanzó una operación de infiltración en una posición militar siria en la ciudad de Qubtan Al-Jabal en el campo occidental de Alepo, matando al menos a 3 soldados sirios y luego volando el edificio que las fuerzas sirias habían estado ocupando. HTS publicó imágenes del ataque.
El 20 de diciembre, un teniente del ejército sirio fue asesinado después de que las fuerzas sirias intentaran infiltrarse en las posiciones del HTS en el frente de Bastaron en el campo occidental de Alepo. Además, un soldado sirio fue asesinado en la línea del frente de Al-Ghab en la gobernación noroccidental de Hama.
El 22 de diciembre, se informó de fuertes enfrentamientos en las líneas de frente de Al-Fatirah, Maarat Moukhs, Al-Fatera en el campo del sur de Idlib. 7 soldados sirios y 3 combatientes del HTS murieron en los enfrentamientos.
El 23 de diciembre, 2 soldados sirios fueron asesinados a tiros por francotiradores térmicos HTS en la línea del frente de Saraqib.
El 24 de diciembre, las fuerzas de HTS y Ahrar al-Sham lanzaron una operación de francotiradores en el frente de Maarat Muzhas, al sur de Idlib. 2 soldados sirios murieron en la operación.
Entre el 25 y el 29 de diciembre, 3 soldados sirios y un civil murieron en enfrentamientos en el frente.
El 30 de diciembre, HTS atacó un vehículo de Hezbolá con un ATGM, matando a 2 soldados y un comandante de Hezbolá.

### Enero
Entre el 10 y el 11 de enero, 12 soldados sirios y 3 militantes del HTS murieron en tres ataques separados del HTS inghimasi contra posiciones del ejército sirio en la línea del frente de Bastrun en el campo occidental de Alepo y el monte Zawiya en el campo del sur de Idlib.
El 14 de enero, HTS lanzó un ataque inghimasi contra posiciones del ejército sirio en la línea del frente de Nahshaba en el campo de Latakia. 4 soldados sirios murieron y otros 2 resultaron heridos en el ataque. El mismo día, un militante de HTS murió después de que las fuerzas del ejército sirio lanzaran un intento de infiltración en las posiciones de HTS en la línea del frente de Al-Nayrab, al oeste de Alepo.
El 16 de enero, un francotirador de la División Costera de la oposición mató a tiros a un teniente del ejército sirio en el frente norte de Latakia. El mismo día, un yihadista y ciudadano francés con el nombre de 'Abu Hamza' fue asesinado en un ataque de infiltración por parte de las fuerzas sirias en la posición de HTS en la línea del frente de Jabal Zawiya.
El 16 de enero, militantes de Ansar al-Tawhid, afiliado a al-Qaeda, lanzaron un ataque suicida contra posiciones del ejército sirio en la línea del frente de Maarat Muzhas, al sur de Idlib. 2 militantes de Ansar al-Tawhid murieron en el ataque. El mismo día, un civil fue asesinado por disparos de cohetes sirios en la línea del frente de Al-Bara.
El 17 de enero, un francotirador del HTS mató a tiros a un soldado sirio en la línea del frente de Saraqib, al este de Idlib.
El 18 de enero, HTS lanzó un ataque contra posiciones militares sirias en la línea de frente de Urum al-Kubra en el campo occidental de Alepo, lo que provocó violentos enfrentamientos entre ambos bandos. Al menos 5 soldados sirios y 3 militantes del HTS murieron en los enfrentamientos. Mientras tanto, en la región noroccidental de Hama, un francotirador de HTS mató a un miembro de las Fuerzas Tigre.
El 22 de enero, un civil y un soldado sirio murieron en enfrentamientos en el frente en el campo occidental de Alepo.
El 23 de enero, un francotirador del HTS mató a tiros a un soldado sirio en el frente cerca de Nayrab, al este de la ciudad de Idlib. El mismo día, 2 combatientes del HTS murieron y otros 4 resultaron heridos después de que las fuerzas del ejército sirio bombardearan las posiciones del HTS con artillería pesada en la línea del frente de Kafr Nouran en el campo occidental de Alepo.
El 24 de enero, militantes de Ahrar al-Sham lanzaron un ataque contra las fuerzas del ejército sirio en la línea de frente de Al-Tufahiyah en el campo de Latakia. Al menos 3 soldados sirios murieron en el ataque. Además, un militante del HTS murió a causa de las heridas sufridas en los enfrentamientos con las fuerzas sirias en la línea de frente de Sheikh Suleiman en el campo de Alepo.
El 26 de enero, 2 soldados sirios fueron asesinados a tiros durante una operación de francotiradores del HTS en el frente de Dadikh, al este de Idlib.
El 28 de enero, un francotirador de HTS mató a tiros a un soldado sirio en el frente de Maarat Mokhas, en la zona rural del sur de Idlib.
El 30 de enero, dos combatientes del HTS y dos soldados sirios murieron en intercambios de fuego de artillería en el frente occidental de Alepo.

### Febrero
El 1 de febrero, ocho soldados sirios, incluido un comandante, murieron después de que los cohetes HTS alcanzaran uno de los cuarteles generales militares de las fuerzas gubernamentales cerca de la ciudad de Kafr Rumah. Tres soldados sirios murieron más tarde ese mismo día por ataques de francotiradores del HTS, cerca de la ciudad de Kafr Nabl.
El 2 de febrero, el ministro de defensa turco, Hulusi Akar, anunció que los ministerios de defensa de Turquía, Siria y Rusia se reunirán en Moscú en los próximos días para tratar de acordar un acercamiento y normalización de las relaciones entre Siria y Turquía.
El 3 de febrero, un francotirador de HTS mató a tiros a un soldado sirio en la línea fronteriza de Saraqib. En el campo del norte de Latakia, siete soldados sirios y seis combatientes del HTS murieron durante un ataque del HTS contra posiciones gubernamentales.
El 5 de febrero, un combatiente del HTS y un soldado sirio murieron en intercambios de cohetes y fuego de artillería en el frente de Idlib.
El 9 de febrero, 2 soldados sirios fueron asesinados en una campaña de francotiradores de HTS en el frente de Kabani en el campo de Latakia.